# 兼田伊織
兼田 伊織（かねだ いおり、文政6年（1824年） - 没年不詳））は、幕末の地下人。諱は義和。
鷹司家の家侍として鷹司政通・輔煕父子に仕える。安政5年（1858年）主家の反幕的態度に連座して捕えられ、江戸に送致される。その後糾問を受けるが、翌安政6年（1859年）無罪とされ放免された。
| スタブアイコン | サブスタブ | この項目は、まだ閲覧者の調べものの参照としては役立たない、人物に関連した書きかけの項目です。この項目を加筆・訂正などしてくださる協力者を求めています（P:人物伝/PJ:人物伝）。 |